# Aeolothrips scabiosatibia
Aeolothrips scabiosatibia är en insektsart som beskrevs av Dudley Moulton 1930. Aeolothrips scabiosatibia ingår i släktet Aeolothrips och familjen rovtripsar. Inga underarter finns listade i Catalogue of Life.